# El Pochote, Michoacán de Ocampo
El Pochote är en ort i Mexiko.   Den ligger i kommunen Zamora och delstaten Michoacán de Ocampo, i den centrala delen av landet, 300 km väster om huvudstaden Mexico City. El Pochote ligger 1 560 meter över havet och antalet invånare är 288.
Terrängen runt El Pochote är kuperad åt nordost, men åt sydväst är den platt. Runt El Pochote är det tätbefolkat, med 331 invånare per kvadratkilometer. Närmaste större samhälle är Zamora, 8,3 km sydost om El Pochote. Runt El Pochote är det i huvudsak tätbebyggt.